# Centrum denních služeb
Centrum denních služeb (dále také jen CDS) je zařízení ambulantní služby (tzn. služby, za kterou osoba dochází nebo je doprovázena do zařízení sociálních služeb, ale její součástí není ubytování) pro osoby se sníženou samostatností, které zůstávají bydlet ve vlastním (přirozeném) prostředí, ale nejsou schopny ve svém věku nebo v důsledku chronického duševního onemocnění zajistit péči o svou osobu v celém rozsahu. Služby CDS se poskytují v těchto hlavních směrech :
- Pomoc při každodenní osobní hygieně, základní péči o vlasy, nehty, pokožku (aplikace vhodné kosmetiky) a při používání WC.

- Poskytování stravy odpovídající věku klienta a zásadám racionální stravy a dietního stravování. V tomto bodě je třeba uvést dodržování pitného režimu, protože klientům vyššího věku hrozí dehydratace.

- Podávání nebo pomoc při podávání denních léků podle rozpisu lékaře.

- Nácvik resp. upevňování motorických, psychických a sociálních schopností a dovedností včetně návyků potřebných pro orientaci v běžném sociálním prostředí, jemuž by se klient neměl příliš nebo na delší dobu samostatně vzdalovat.

- Podpora, popř. rozvíjení všech vhodných aktivit důležitých pro udržení zručnosti i duševní svěžesti: stolní (deskové) hry, kreslení (malování), vyšívání, háčkování, pletení, křížovkářské disciplíny, sledování TV soutěží (pokud jsou přenášeny nebo opakovány v denní době). V mnoha případech jsou klienti schopni zhotovit jednoduché výrobky z papíru, keramiky, vlny i textilu.

- Nabídnout nové vzdělávací možnosti: seznámení se základy používání PC, přístupu k internetu, zopakování znalostí cizích jazyků apod.

- Nabídnout účast s doprovodem na výstavu nebo jinou obdobnou kulturní akci (koncert), pokud se bude konat blízko CDS.

- Pomoci rodinným příslušníkům klientů s péčí o jejich blízké v době kdy jsou sami nemocní, v práci, nebo se z jiného důvodu o ně nemohou starat.
- Pomoc při obstarávání osobních záležitostí, zejména týkajících se osobních právních (majetkoprávních) záležitostí a problémů, což je klíčové zvláště v případech, kdy klient ztratil důvěru v pomoc své rodiny nebo opatrovníka.[1]

## Hlavní cíle centra denních služeb
Hlavními cíli centra denních služeb je podporovat klienta ve zvyšování míry jeho soběstačnosti, v sebepéči a sebeobsluze, ale také v dovednostech každodenního života (vaření, pečení, cestování, úklid, domácí práce, péče o svoji osobu, hospodaření s penězi, apod.) dle jeho individuálních potřeb. Dalším cílem je naplňování cílů klienta (které si zvolí sám každý nový klient při příchodu do centra), cíle se většinou týkají soběstačnosti, zdokonalení dovedností, komunikace, nebo začlení aj. Důležitá je i podpora v rámci možností plnohodnotného, spokojeného a důstojného života. Dalším z cílů je pomoc při odstraňování případných bariér klienta v komunikaci, kontaktu s okolím, nebo ostatními klienty a s ním souvisejícím ostychu. Cílem toho cíle je vyvolat u klienta pocit zázemí, klidu, pohody a dobré nálady. Důležitým cílem je i pomoc klientovi vybrat si zájmovou aktivitu, která rozvijí jeho schopnosti, ale také naplní jeho potřeby a tak jim pomoci získat ocenění druhých osob. Od toho se může odvíjet i výše zmíněné odstranění bariér v komunikaci, začlenění, nebo stranění se. Mezi další cíle patří také nabízet klientům kontakt se společenským prostředím prostřednictvím zájmových aktivit (plavání, koně, cvičení, kultura). Nabídnout nebo zprostředkovat možnost vzdělávání z různých oblastí života (společenské vztahy, práce na PC, bezpečnost, lidská práva, první pomoc, apod.).

## Požadavky na pracovníky centra denních služeb
Pracovník v sociálních službách musí mít požadovanou kvalifikaci, bez které by práci nemohl vykonávat, a to střední vzdělání s výučním listem, střední vzdělání s maturitou nebo vyšší odborné vzdělání a absolvování akreditovaného kvalifikačního kurzu; absolvování akreditovaného kvalifikačního kurzu se nevyžaduje u fyzických osob, které získaly podle zvláštního právního předpisu způsobilost k výkonu zdravotnického povolání v oboru ošetřovatel, u fyzických osob, které získaly odbornou způsobilost k výkonu povolání sociálního pracovníka a u fyzických osob, které získaly střední vzdělání v oboru vzdělání stanoveném prováděcím právním předpis.
Práce s klienty CDS je velmi různorodá, vyskytují se i situace těžko předvídatelné; vyžaduje schopnost empatie, trpělivost a širokou kvalifikaci.
V zákoně o sociálních službách jsou stanoveny předpoklady pro výkon činnosti v sociálních službách.

## Financování centra denních služeb
Od 1. 1. 2007 je v systému financování sociálních služeb uplatňován systém vícezdrojového financování. Sociální služby jsou především financovány přímo od jejich uživatelů (úhrada za stravu, ubytování a za službu s využitím příspěvku na péči). Dalšími zdroji financování jsou dotace ze státního rozpočtu, dotace kraje a dotace obce. Tyto finanční prostředky by měly být rozdělovány mezi jednotlivé poskytovatele sociálních služeb na takové sociální služby, které občané příslušného kraje a obce potřebují a jsou tedy zároveň součástí jejich komunitního plánování.
Vedle výše zmíněných zdrojů mohou poskytovatelé sociálních služeb využívat i platby od zdravotních pojišťoven (u služeb, kde to zákon o sociálních službách stanovuje), ze strukturálních fondů apod. Jednotliví poskytovatelé sociálních služeb, kteří splňují podmínky registrace k poskytování sociálních služeb, mají tak s platností zákona o sociálních službách rovný přístup ke všem finančním zdrojům.
Centra denních služeb jsou financovány ze státního rozpočtu podle zákona 108/2006 sb. O sociální službách §101a K plnění povinnosti uvedené v § 95 písm. g) a h) se krajům poskytuje ze státního rozpočtu účelově určená dotace na financování běžných výdajů souvisejících s poskytováním základních druhů a forem sociálních služeb v rozsahu stanoveném základními činnostmi u jednotlivých druhů sociálních služeb. Dotaci poskytuje ministerstvo podle zvláštního právního předpisu.